# Il segreto della morte
Il segreto della morte (Black Widow) è un romanzo giallo del 1952 scritto da Hugh Callingham Wheeler e Richard Wilson Webb con lo pseudonimo di Patrick Quentin, l'ultimo scritto in collaborazione tra i due. È uno dei romanzi con protagonista l'impresario teatrale Peter Duluth e sua moglie Iris.

## Trama
Peter Duluth sta vivendo un periodo di solitudine perché la moglie Iris è partita per alcune settimane per assistere la madre malata, e la sua unica compagnia sono l'attrice e vicina Lottie Marin, e suo marito Brian Mullen; Lottie è però una persona molto invadente, e Peter fatica a sopportarla. Quando dunque ad un party a casa di Lottie conosce una sconosciuta, Nanny Ordway, completamente diversa dall'ambiente che di solito frequenta, Peter la prende immediatamente in simpatia: mangiano insieme più volte, ma sempre in modo innocente, si scambiano delle confidenze, e quando lui scopre che lei è un'aspirante scrittrice, le presta senza problemi le chiavi di casa sua per farla scrivere in tranquillità.
Finalmente Iris ritorna, e tutto sembra tornare alla normalità. Invece a casa i due trovano un'amara sorpresa: Nanny si è apparentemente impiccata con la propria sciarpa proprio nella loro camera da letto! Ha lasciato anche un biglietto, dunque il suicidio sembra indubitabile. Ma nessuno crede all'innocenza dei rapporti tra lei e Peter, e l'opinione di quasi tutti (in particolare di Lottie) è che si sia suicidata perché perdutamente innamorata di Peter. A peggiorare le cose, alcune reticenze di Peter, e le testimonianze della coinquilina di Nanny, Claire Amberley, e della cameriera dei Duluth: a quanto pare Nanny aveva raccontato di rapporti più intimi tra lei e Peter, che potrebbe persino essere il padre del bambino che la morta portava in grembo. Solo Iris gli crede...almeno fino a quando una lettera della stessa Nanny scritta poco prima di morire, la informa che lei e Peter pensavano addirittura al matrimonio! Abbandonato da Iris, Peter deve non solo riabilitarsi ai suoi occhi, ma anche difendere la sua stessa libertà: l'ispettore Trant, infatti, non tarda a scoprire che quello che sembrava un suicidio è in realtà un delitto! Di cui naturalmente è Peter il primo indiziato...

## Personaggi
- Peter Duluth, impresario teatrale
- Iris Duluth, sua moglie e celebre attrice
- Lottie Mason, celebre attrice e vicina di casa di Peter e Iris
- Brian Mullen, suo marito
- Nanny Ordway, misteriosa ragazza
- Claire Amberley, coinquilina di Nanny
- John Amberley, fratello di Claire e innamorato di Nanny
- Gordon Ling, attore teatrale
- Lucia Colletti, domestica dei Duluth
- Ispettore Trant, della Squadra Omicidi

## Adattamenti
Dal romanzo è stato tratto il film L'amante sconosciuto del 1954, diretto da Nunnally Johnson e interpretato da Ginger Rogers (Lottie Marin), Van Heflin (Peter), Gene Tierney (Iris), George Raft (tenente Bruce) e Peggy Ann Gardner (Nanny Ordway). Salvo qualche cambiamento minore, il film è molto fedele al romanzo.

## Edizioni italiane
- Il segreto della morte, collana I Gialli Mondadori n. 233, Arnoldo Mondadori Editore, luglio 1953.
- Il segreto della morte, traduzione di Alberto Tedesco, collana I classici del Giallo Mondadori n. 334, Arnoldo Mondadori Editore, novembre 1979.